# UEFA-Champions-League-Finale 2012
Das UEFA-Champions-League-Finale 2012 war die Endspiel-Begegnung der UEFA Champions League 2011/12, die zwischen dem FC Bayern München und dem FC Chelsea aus London am 19. Mai 2012 in der Münchner Allianz Arena ausgetragen wurde. Nach dem Ende der regulären Spielzeit stand es 1:1, in der Verlängerung fielen keine Tore mehr, so dass die Entscheidung durch Elfmeterschießen herbeigeführt werden musste. Hierbei bezwang der FC Chelsea Bayern München mit 4:3 und errang damit seinen ersten Champions-League-Titel. Das Spiel, welches von Seiten des FC Bayern München auch als „Finale dahoam“ (bairisch für „Finale zu Hause“) tituliert wurde, ging wegen der unglücklichen Niederlage für die Bayern auch als „Drama dahoam“ in die Geschichte ein.
Die Allianz Arena diente erstmals als Austragungsort des Champions-League-Endspiels. In München wurde zum vierten Mal das Endspiel des höchsten europäischen Fußballwettbewerbs ausgetragen, wobei die vorherigen Spiele im Olympiastadion stattfanden. Zum ersten Mal seit 1984 trug mit dem FC Bayern ein Verein das Fußballfinale des höchsten europäischen Vereinswettbewerbs im eigenen Stadion aus. Ein Sieg vor heimischer Kulisse ist in der Geschichte des Wettbewerbs bis heute lediglich Real Madrid 1956/57 und Inter Mailand 1964/65 gelungen. Das Ereignis wurde von 62.500 Zuschauern in der Allianz Arena und von circa 300 Millionen Menschen weltweit im Fernsehen live verfolgt. Das TV-Signal übertrug Sky Deutschland.

## Austragungsort

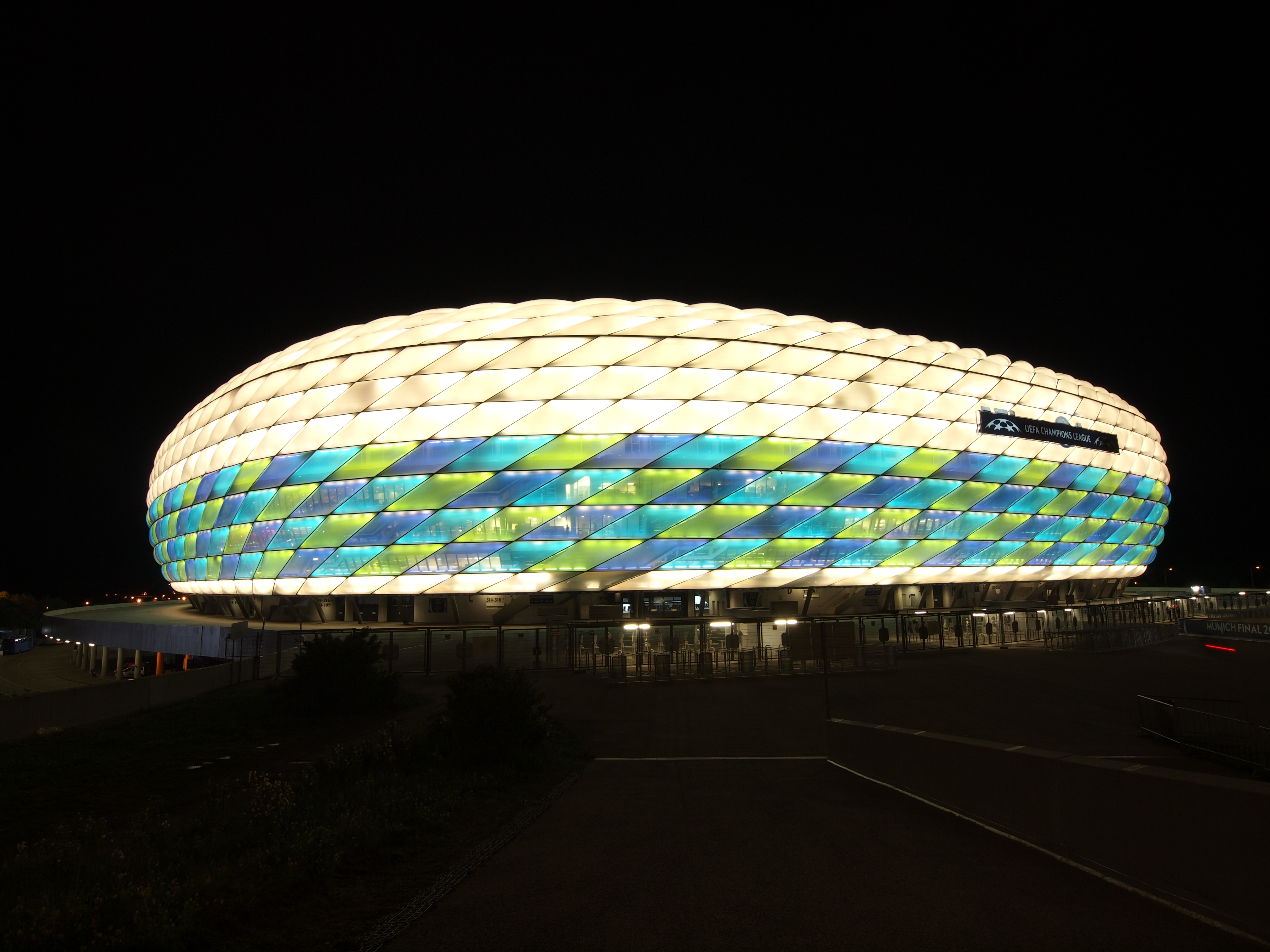
Die Allianz Arena in der Beleuchtung zum Champions-League-Finale 2012

Im Januar 2009 gab das Exekutivkomitee der UEFA in Nyon die Allianz Arena in München als Austragungsort des Endspiels der Champions-League-Saison 2011/12 bekannt. Wie bei allen internationalen Spielen wurde auch bei diesem Finale das Stadion seitens der UEFA als Fußball Arena München bezeichnet, da der Verband als Mieter und Veranstalter und die Allianz keine Werbepartner waren.
Mit dem Vorgängerwettbewerb Europapokal der Landesmeister wurde das Champions-League-Finale nach 1979, 1993, sowie 1997 insgesamt zum vierten Mal in der bayerischen Landeshauptstadt ausgetragen, wobei die vorherigen Spiele im Olympiastadion stattfanden. Dort wurde zwei Tage vor dem Männer-Finale, am 17. Mai 2012 auch das Endspiel der Women’s Champions League ausgetragen, das Olympique Lyon mit 2:0 gegen den 1. FFC Frankfurt gewann.
Der Münchner Stadtrat und die UEFA einigten sich, dass sich München bei Organisationskosten von rund 1,3 Million Euro an 76,9 % der Kosten beteiligen wird, sodass die UEFA lediglich 300.000 Euro Ausgaben hatte. Weitere 300.000 Euro mussten später zusätzlich für Sicherheitsmaßnahmen von der Stadt München investiert werden.
Für das Spiel wurden 62.500 Karten verkauft, wovon pro Mannschaft 17.500 Tickets an die eigenen Fans verkauft wurden. 7.000 weitere Karten wurden von der UEFA selbst an neutrale Fans verkauft. Paul Breitner wurde von der UEFA zum Spielbotschafter ernannt. Nachdem sich der FC Bayern als Mannschaft für das Champions-League-Endspiel qualifiziert hatte, wurde vereinzelt Kritik am Vergabesystem laut, da sich ein Heimvorteil zu Gunsten einer Mannschaft ergab.

## Mannschaftssituation

### FC Bayern:Das „Finale dahoam“

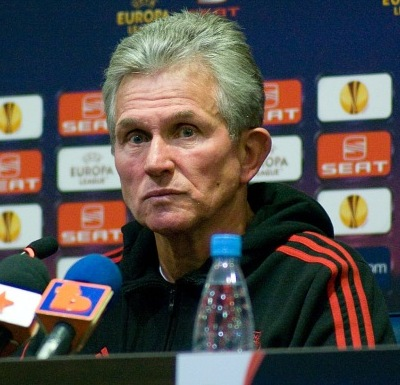
Jupp Heynckes trainierte den FC Bayern

Uli Hoeneß, Vereinspräsident des FC Bayern, kündigte bereits zur Jahreshauptversammlung im November 2010 an, am Champions-League-Finale 2012 unbedingt teilnehmen zu wollen, da dieses im heimischen Stadion stattfinden würde. In der Vorsaison hatten die Münchner das Finale gegen Inter Mailand mit 0:2 verloren. In der Folgesaison scheiterte der FC Bayern bereits im Achtelfinale erneut an demselben Gegner.
In der Saison 2011/12 qualifizierte sich der FC Bayern über die Play-off-Spiele gegen den FC Zürich für die Champions League, nachdem der Verein in der Vorsaison in der Bundesliga hinter Borussia Dortmund und Bayer 04 Leverkusen den dritten Tabellenplatz erzielt hatte. Vor dem ersten Spiel der Saison wurde Jupp Heynckes neuer Trainer der Mannschaft. In der Gruppe A setzte sich seine Mannschaft gegen den SSC Neapel, Manchester City sowie den FC Villarreal souverän durch. Das Achtelfinalhinspiel beim FC Basel wurde mit 0:1 verloren. Allerdings gewann der FC Bayern das Rückspiel mit 7:0. Im Viertelfinale siegte die Mannschaft in beiden Spielen jeweils mit 2:0 gegen Olympique Marseille und traf im Halbfinale auf Real Madrid. Diese Spiele mündeten nach einem 2:1-Sieg in München und einer 1:2-Niederlage im Madrider Stadion Santiago Bernabéu im Elfmeterschießen, das der FC Bayern mit 3:1 gewann.
Aufgrund von Gelbsperren musste der FC Bayern mit David Alaba, Holger Badstuber und Luiz Gustavo mehrere Defensivspieler im Finale ersetzen.
Bayern beendete die Meisterschaft auf Platz zwei und verlor in der Woche vor dem Champions-League-Endspiel das Pokalfinale mit 2:5. Beide Titel gingen an Borussia Dortmund. Im Vorfeld sagte Mannschaftskapitän Philipp Lahm: „Eine Saison ohne Titel ist bei Bayern eine verlorene Saison, auch wenn man in zwei Endspielen und Zweiter in der Meisterschaft war.“

### FC Chelsea:Die „alte Garde“

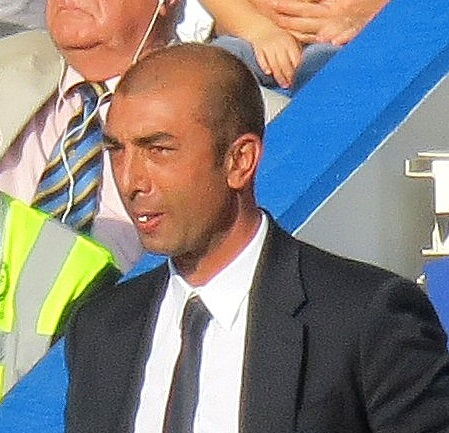
Roberto Di Matteo trainierte den FC Chelsea

Der FC Chelsea hatte vor diesem Spiel noch nie den wichtigsten europäischen Wettbewerb gewonnen. Die Mannschaft, die wegen der gealterten Spieler inzwischen auch als die „alte Garde“ bezeichnet wurde, kam 2004, 2005, 2007, 2008 und 2009 stets ins Halbfinale der Champions League, wobei das Team 2008 den Finaleinzug erreichte, dort jedoch im Elfmeterschießen am Ligakonkurrenten Manchester United scheiterte. 2009 wurde das Halbfinalspiel gegen den FC Barcelona durch umstrittene Entscheidungen des Schiedsrichters geprägt.
Der FC Chelsea gab vor der Saison die Verpflichtung des Trainers André Villas-Boas bekannt, der Carlo Ancelotti ersetzte. Er wurde jedoch am 4. März 2012 entlassen, nachdem seine Mannschaft aus den letzten 16 Spielen nur fünf Siege errungen hatte, in der Meisterschaft 20 Punkte Rückstand auf den Erstplatzierten Manchester City hatte und in der Champions League nach einer 1:3-Niederlage im Achtelfinalhinspiel gegen den SSC Neapel vom Ausscheiden bedroht war. Villas-Boas wurde interimsweise durch seinen Assistenztrainer Roberto Di Matteo ersetzt.
Als Zweitplatzierter der Premier-League-Saison 2010/11 hatte sich der FC Chelsea direkt für die Champions-League qualifiziert. Dort wurde die Mannschaft Gruppenerster vor Bayer 04 Leverkusen, dem FC Valencia und dem KRC Genk, nachdem sie alle Heimspiele gewonnen, auswärts zweimal unentschieden gespielt hatte und Bayer 04 Leverkusen mit 1:2 unterlegen war. Im Achtelfinale gewann der FC Chelsea gegen den SSC Neapel nach einer 1:3-Niederlage im Hinspiel das Rückspiel mit dem neuen Trainer mit 4:1 nach Verlängerung. Im Viertelfinale setzten sich die Londoner gegen Benfica Lissabon mit 1:0 im Hinspiel durch und besiegten den Gegner auch im Rückspiel mit 2:1. Das Halbfinale wurde gegen den Vorjahressieger der Champions League, den FC Barcelona, ausgetragen. Vielfach wurde an das kontroverse letzte Aufeinandertreffen 2009 erinnert, als Chelsea den Finaleinzug kurz vor Schluss verpasst hatte. Der FC Chelsea gewann das Heimspiel an der Stamford Bridge mit einem Treffer nach der einzigen Torchance 1:0 und ging dennoch eher als Außenseiter in das Rückspiel. In Barcelona konnte die Mannschaft sich nach 0:2-Rückstand trotz eines Platzverweises und zahlreicher Torchancen des Gegners, darunter ein Strafstoß, mit einer defensiv orientierten Taktik ein 2:2 erkämpfen.
In der Premier League 2011/12 wurde der Verein mit 64 Punkten lediglich Sechstplatzierter und erreichte damit die schlechteste Tabellenplatzierung seit dem Vereinsaufkauf des Investors Roman Abramowitsch im Jahr 2003. Einzige Möglichkeit, sich für die nächste Saison der Champions League zu qualifizieren, war der Gewinn des Champions-League-Titels. Zwei Wochen vor dem Münchner Endspiel setzte sich der Verein im FA-Cup-Finale 2012 gegen den FC Liverpool mit 2:1 durch.
Beim FC Chelsea fielen der Verteidiger Branislav Ivanović und die Offensivspieler Raúl Meireles und Ramires, der gegen Barcelona ein Tor vorbereitet und eines erzielt hatte, durch Gelbsperren sowie der Mannschaftskapitän John Terry, der im vorangegangenen Champions-League-Spiel gegen den FC Barcelona des Platzes verwiesen wurde, rotgesperrt aus.

## Spielverlauf
| FC Bayern | FC Bayern        | FC Chelsea       | FC Chelsea |
| --------- | ---------------- | ---------------- | ---------- |
| 1         | Tore             | Tore             | 1          |
| 35        | Schüsse          | Schüsse          | 9          |
| 7         | Schüsse aufs Tor | Schüsse aufs Tor | 3          |
| 14        | Fouls            | Fouls            | 26         |
| 1         | Elfmeter         | Elfmeter         | 0          |
| 1         | Gelbe Karten     | Gelbe Karten     | 4          |
| 0         | Rote Karten      | Rote Karten      | 0          |
| 20        | Ecken            | Ecken            | 1          |
| 1         | Abseits          | Abseits          | 2          |
| 2         | Auswechslungen   | Auswechslungen   | 2          |
| 56        | Ballbesitz in %  | Ballbesitz in %  | 44         |

Durch ein 1:1-Unentschieden nach der regulären Spielzeit von 90 Minuten ging das Spiel in die Verlängerung. Nachdem dort keine Tore gefallen waren, gewann der FC Chelsea das Elfmeterschießen.

### Erste Halbzeit
Der FC Bayern dominierte das Spiel von Beginn an und hatte zahlreiche Torchancen. Einen Schuss von Bastian Schweinsteiger in der fünften Minute aus 18 Metern Entfernung konnte Gary Cahill zur Ecke klären. Aus gleicher Distanz schoss daraufhin Toni Kroos links am Tor vorbei. In der 21. Minute lenkte Chelsea-Torwart Petr Čech einen Schuss von Arjen Robben aus acht Metern an den Pfosten. In den ersten 24 Minuten hatte der FC Bayern 64 % Ballbesitz, ein Eckenverhältnis von 7:0 und ein Torschussverhältnis von 6:0.
In der 34. Spielminute verbuchte der FC Chelsea durch Juan Mata den ersten Torschuss. Nachdem Thomas Müller zwei Minuten später mit einem Volleyschuss das Tor des FC Chelsea verfehlt hatte, musste wenige Augenblicke danach bei einem 18-Meter-Schuss von Salomon Kalou erstmals Torhüter Manuel Neuer eingreifen.
Mario Gómez vergab kurz vor der Halbzeit zwei Torchancen: Er verdribbelte in der 39. Spielminute den Ball im gegnerischen Strafraum und schoss in der 42. Spielminute über das Tor.

### Zweite Halbzeit

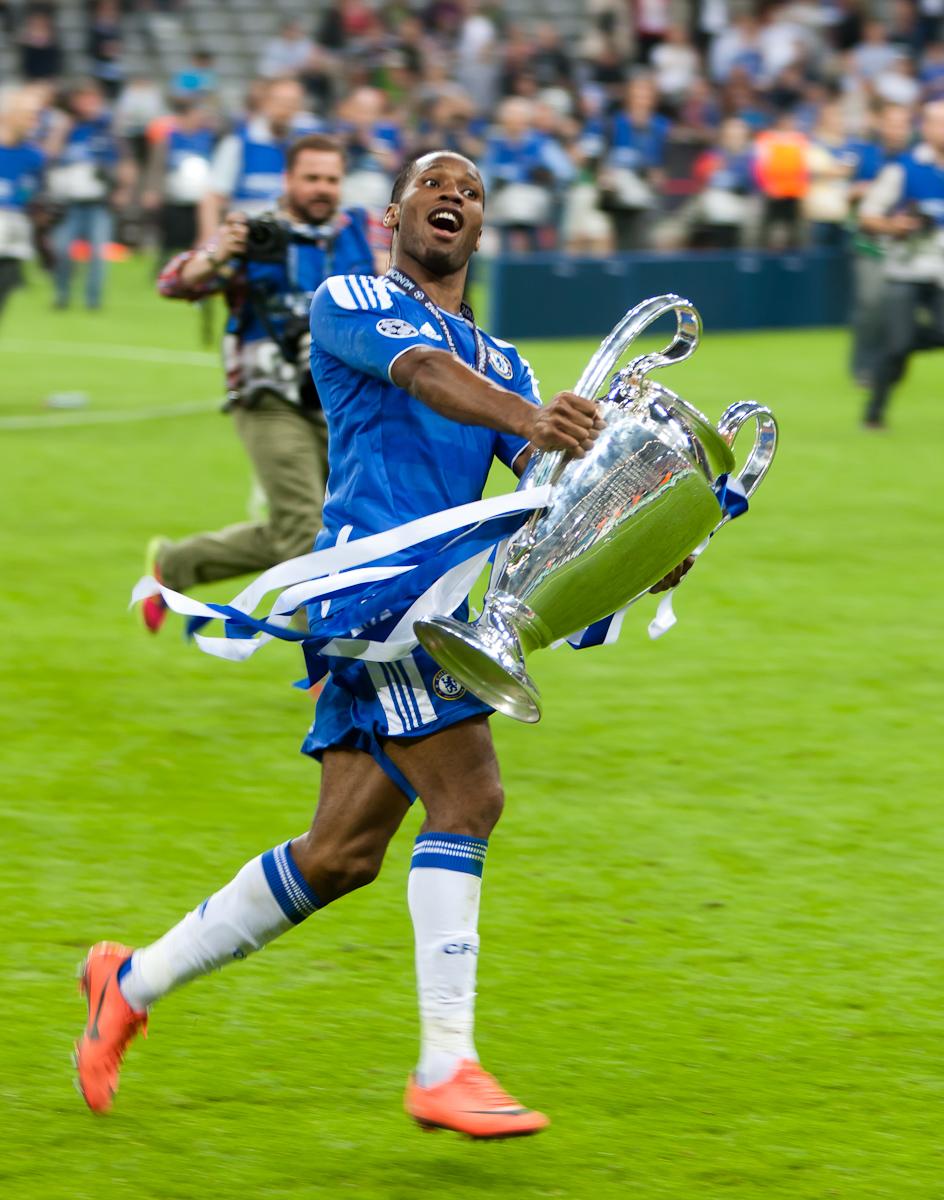
Didier Drogba, Man of the Match, erzielte den Ausgleich

Die zweite Halbzeit begann ähnlich wie die vorhergegangene mit Dominanz des FC Bayern. Dabei erzielte Ribéry zwar in der 54. Spielminute ein Tor, Schiedsrichter Pedro Proença sah den Spieler jedoch im Abseits. Bis zur 70. Minute hatte der FC Bayern bereits 26 Torschüsse absolviert (was einen Rekord für ein Champions-League-Finale darstellt), aber kein Tor geschossen. In der 83. Spielminute gelang Thomas Müller mit einem Kopfballaufsetzer das 1:0, nachdem Toni Kroos vom linken Strafraumeck zu seinem Mitspieler geflankt hatte. Wenig später wurde der Torschütze wegen Krämpfen von Daniel Van Buyten ersetzt. In der 88. Minute erzielte Didier Drogba nach einem von Juan Mata hereingebrachten Eckstoß das 1:1 mit dem Kopf vom kurzen Pfosten. Manuel Neuer kam mit der Hand noch an den Ball, konnte ihn aber nicht abwehren.
Insgesamt gab es bis Ende der zweiten Halbzeit 27:7 Schüsse und ein Eckenverhältnis von 17:1 zugunsten des FC Bayern.

### Verlängerung
In der dritten Minute der Verlängerung wurde Franck Ribéry im Strafraum des FC Chelsea von Drogba gefoult. Den Elfmeter trat Arjen Robben, der einige Wochen zuvor in der Bundesliga bei einem entscheidenden Strafstoß an dem Dortmunder Torwart Roman Weidenfeller gescheitert war. Čech konnte ebenfalls parieren. Ribéry wurde in der 97. Minute verletzt ausgewechselt.
Auch nach dem Seitenwechsel der Verlängerung dominierte der FC Bayern das Spiel, blieb aber torlos. So endete die Partie nach Verlängerung mit 1:1. Damit blieben alle Verlängerungen von Champions-League-Endspielen bis zu diesem Zeitpunkt torlos.

### Elfmeterschießen

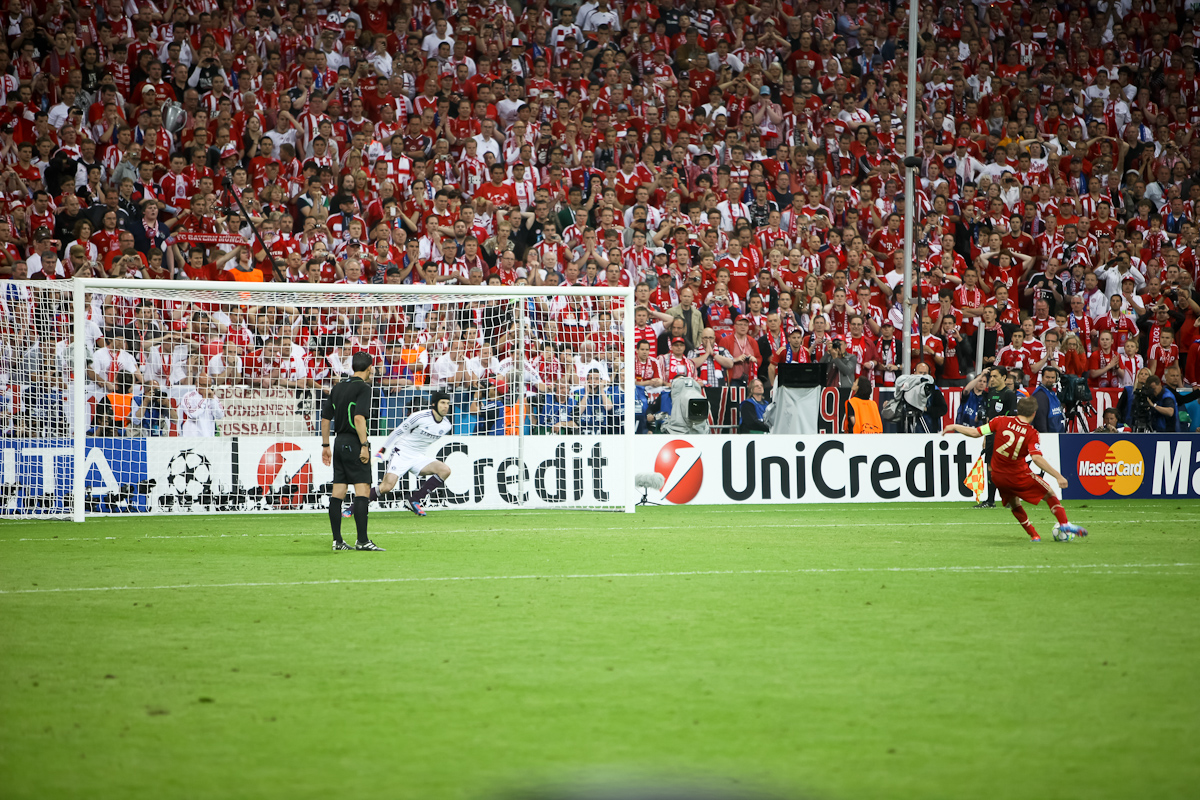
Philipp Lahm schoss den ersten Elfmeter

Der FC Bayern begann mit dem ersten Elfmeter im Elfmeterschießen. Philipp Lahm traf halbhoch ins rechte Eck; Čech war noch mit den Fingerspitzen am Ball. Als Juan Mata den ersten Elfmeter für den FC Chelsea schoss, konnte ihn Manuel Neuer parieren. Auch der zweite, von Mario Gómez getretene Elfmeter des FC Bayern wurde verwandelt. Chelsea zog durch David Luiz, der ins rechte Kreuzeck traf, nach. Der darauffolgende Elfmeter wurde vom Bayern-Torwart Manuel Neuer selbst verwandelt.
Frank Lampard traf daraufhin das Tor oben in der Mitte. Der für Ribery eingewechselte Ivica Olić scheitert bei dem folgenden Elfmeter an Čech, sodass Ashley Cole ausgleichen konnte.
Der fünfte Elfmeter des FC Bayern wurde von Bastian Schweinsteiger geschossen; Čech lenkte den Ball jedoch an den rechten Pfosten. Drogba, der zum letzten Elfmeter antrat, konnte den Ball im linken Toreck platzieren, während Neuer zur rechten Torseite sprang. So endete das Elfmeterschießen mit 3:4 zu Gunsten des FC Chelsea.

## Taktisches Verhalten
Aufgrund der gesperrten Defensivspieler stellte der FC Bayern von der gewohnten 4-3-3-Formation auf ein 4-2-3-1 um. Auch beim FC Chelsea fehlten zahlreiche Abwehrspieler. Di Matteo entschied sich, seine verbliebenen Abwehrstammspieler auf der linken Seite zu positionieren, so dass dort die Vorstöße des FC Bayerns minimiert werden konnten. Die Angriffe des FC Chelsea fanden meist über die rechte Seite statt. Dort wurden sie jedoch in der Regel von Diego Contento ausgebremst, so dass Di Matteos Idee für die Offensive scheiterte. Drogba wurde zumeist von Jérôme Boateng und Anatolij Tymoschtschuk gemeinsam gedeckt und konnte so überwiegend aus dem Spiel genommen werden. Zunächst agierten neben Drogba mit Kalou und Mata zwei weitere Spieler offensiv; Mata setzte sich jedoch nach zwanzig Minuten in die Defensive ab.
Chelseas Taktik war jedoch vorwiegend diszipliniert defensiv ausgeprägt: Mit prinzipiell zwei Viererketten ab der 20. Spielminute, bei der die hintere stets am eigenen Strafraum und die zweite nur kurz davor stand. Die Spieler von Chelsea machten keinen Druck gegen den Ball, sodass die Bayern bis zum Strafraum leichtes Spiel hatten. So konnte der FC Bayern einen kontinuierlichen Ballbesitz erlangen, ohne vor dem gegnerischen Tor jedoch größere Gefahr ausrichten zu können. Mit Wechselpässen, Tempodribblings oder risikoreichen Endpässen wurde erfolglos versucht, Chelseas Abwehrbollwerk zu knacken. Mario Gómez, der einzige direkte Ballabnehmer des FC Bayerns, wurde im gegnerischen Strafraum stets in Manndeckung genommen. Dadurch konnte der FC Chelsea den Gegner auf die Flügel drängen, ohne sich vor den folgenden Flanken fürchten zu müssen. Dies ist eine Erklärung, wie es zum letztendlichen Eckenverhältnis von 20:1 kam. Beim Gegentor wurde Gómez nach Traineranweisung gedoppelt, die hohe Hereingabe von Kroos erreichte jedoch Müller, der im Rücken des Gegners von den Abwehrspielern nicht gesehen wurde. Falls der FC Bayern von den Außenseiten kam, war sofort ein Spieler des FC Chelsea zur Stelle. So konnte die Londoner Mannschaft etwa die Hälfte der Schussversuche des FC Bayern direkt abblocken.
Das Offensivspiel des FC Bayern konnte jedoch nicht vollkommen außer Kraft gesetzt werden. Da Robben oft auf links wechselte, konnte er auf dieser Seite zusammen mit Ribéry Überzahlsituationen schaffen und durch Doppel- oder Lochpässe in den Strafraum des Gegners gelangen. Mangels Räumen zogen die Münchner das Spiel bis zur 75. Spielminute jedoch relativ langsam auf und hatten danach eine hohe Fehlpassquote. Die Londoner starteten Konter mit maximal vier Spielern, sodass sie keine Mühe hatten, bei Ballverlusten ihre Defensive sofort wieder zu formieren. Zudem erschwerten sie durch ihre Ballsicherheit den Bayern effektives Pressing. Beim Ausgleich waren die Münchner Verteidiger an Drogba zwar dran, konnten aber gegen dessen enorme Wucht nichts ausrichten. In der Verlängerung versuchte Ribéry immer wieder, mit 1:1-Situationen den Druck zu erhöhen, womit er auch den Strafstoß herausholte.

## Spieldaten
In der nachfolgenden Tabelle werden die wichtigsten Ereignisse und Daten des UEFA-Champions-League-Finalspiels 2012 dargestellt:
| FC Bayern                                   | FC Bayern | FC Chelsea | FC Chelsea | Aufstellung                            |
| ------------------------------------------- | --- | --- | ---------- | -------------------------------------- |
| FC Bayern                                   | \| Finale \| \| 19. Mai 2012 in München (Allianz Arena) \| \| Ergebnis: 1:1 n. V. (1:1, 0:0), 3:4 i. E. \| \| Zuschauer: 62.500 (ausverkauft) \| \| Schiedsrichter: Pedro Proença ( Portugal) 1 \|                                                       | \| Finale \| \| 19. Mai 2012 in München (Allianz Arena) \| \| Ergebnis: 1:1 n. V. (1:1, 0:0), 3:4 i. E. \| \| Zuschauer: 62.500 (ausverkauft) \| \| Schiedsrichter: Pedro Proença ( Portugal) 1 \|                                               | FC Chelsea | Aufstellung FC Bayern gegen FC Chelsea |
| FC Bayern                                   | Manuel Neuer – Philipp Lahm , Anatolij Tymoschtschuk, Jérôme Boateng, Diego Contento – Toni Kroos, Bastian Schweinsteiger – Arjen Robben, Thomas Müller (87. Daniel Van Buyten), Franck Ribéry (96. Ivica Olić) – Mario Gómez Cheftrainer: Jupp Heynckes | Petr Čech – Ashley Cole, David Luiz, Gary Cahill, José Bosingwa – Frank Lampard , John Obi Mikel – Salomon Kalou (84. Fernando Torres), Juan Mata, Ryan Bertrand (73. Florent Malouda) – Didier Drogba Cheftrainer: Roberto Di Matteo ( Italien) | FC Chelsea | Aufstellung FC Bayern gegen FC Chelsea |
| FC Bayern                                   | 1:0 Thomas Müller (83.) | 1:1 Didier Drogba (88.) | FC Chelsea | Aufstellung FC Bayern gegen FC Chelsea |
| FC Bayern                                   | Elfmeterschießen | | FC Chelsea | Aufstellung FC Bayern gegen FC Chelsea |
| FC Bayern                                   | 1:0 Philipp Lahm 2:0 Mario Gómez 3:1 Manuel Neuer Ivica Olić Bastian Schweinsteiger | Juan Mata 2:1 David Luiz 3:2 Frank Lampard 3:3 Ashley Cole 3:4 Didier Drogba | FC Chelsea | Aufstellung FC Bayern gegen FC Chelsea |
| FC Bayern                                   | Bastian Schweinsteiger (2.) | Ashley Cole (81.), David Luiz (86.), Didier Drogba (93.), Fernando Torres (120.) | FC Chelsea | Aufstellung FC Bayern gegen FC Chelsea |
| FC Bayern                                   | Čech hält Foulelfmeter von Robben (95.) | | FC Chelsea | Aufstellung FC Bayern gegen FC Chelsea |
| FC Bayern                                   | Spieler des Spiels: Didier Drogba (FC Chelsea) | | FC Chelsea | Aufstellung FC Bayern gegen FC Chelsea |
| Finale                                      | | |            |                                        |
| 19. Mai 2012 in München (Allianz Arena)     | | |            |                                        |
| Ergebnis: 1:1 n. V. (1:1, 0:0), 3:4 i. E.   | | |            |                                        |
| Zuschauer: 62.500 (ausverkauft)             | | |            |                                        |
| Schiedsrichter: Pedro Proença ( Portugal) 1 | | |            |                                        |

## Siegerehrung

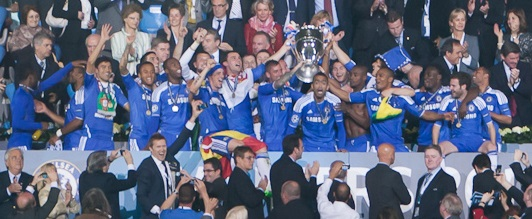
Der FC Chelsea erhält den Champions-League-Pokal

Direkt im Anschluss an das Spiel erfolgte die Siegerehrung der UEFA-Champions-League-Saison 2011/12. Dabei war auch Bundespräsident Joachim Gauck anwesend. Michel Platini, Präsident der UEFA, überreichte dem FC Chelsea nach der Medaillenübergabe den Pokal. Zuvor wurde der FC Bayern mit der Silbermedaille ausgestattet. Dabei erregte in der Presse Aufmerksamkeit, dass Bastian Schweinsteiger Gaucks angebotenen Handschlag ignorierte, wofür er sich später entschuldigte und in einer Stellungnahme meinte, dies nicht gemerkt zu haben. Auch Jupp Heynckes ging den Bundespräsidenten ignorierend am Podium vorbei.

## Fernsehübertragung

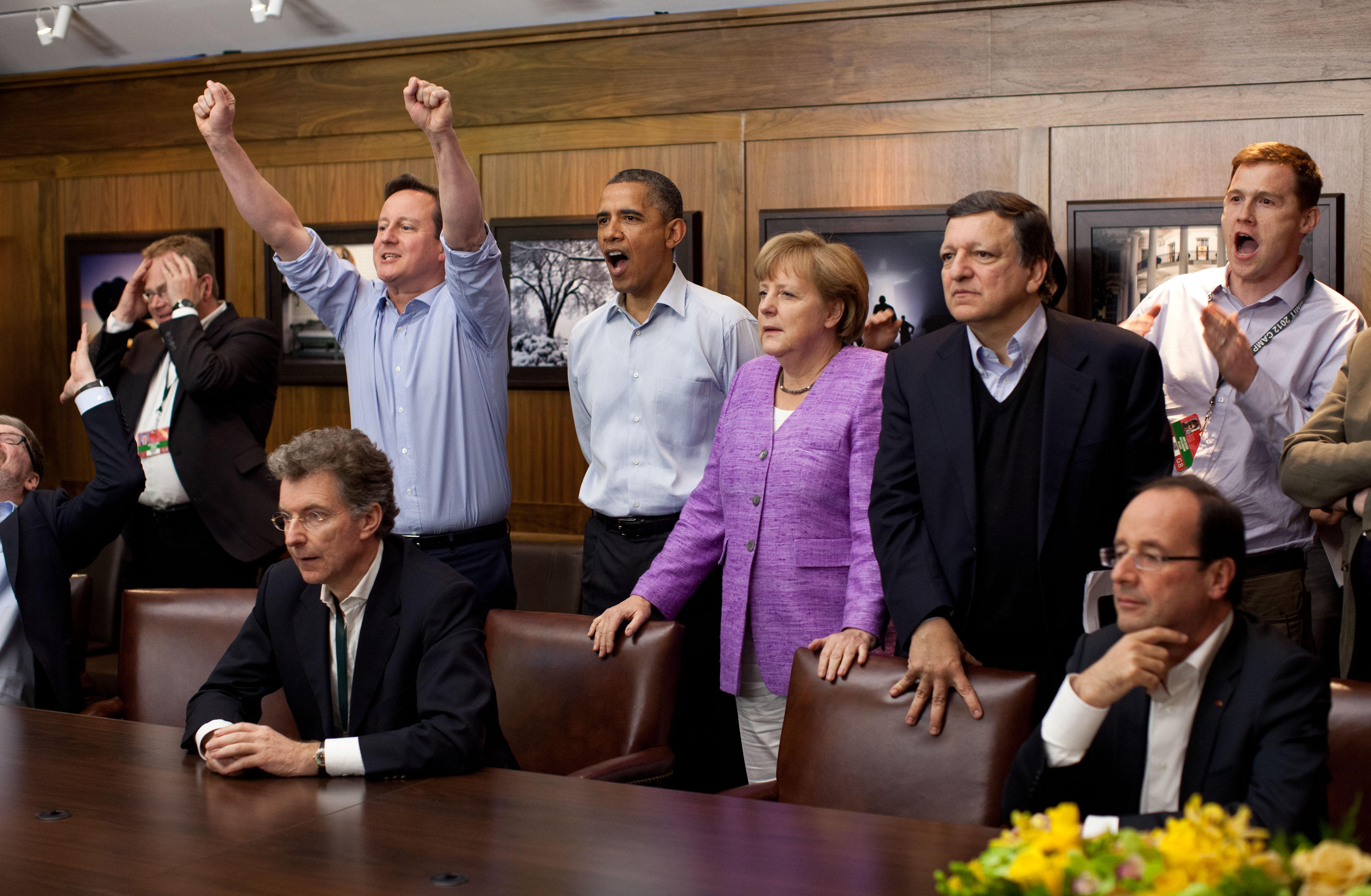
Die G8-Regierungschefs während der Übertragung des Finales (Elfmeterschießen)

Das weltweite Fernsehsignal des Champions-League-Endspiels 2012 wurde von Sky Deutschland erstellt und in über 200 Ländern in SD, HD und 3D übertragen. Das Fußballspiel wurde im deutschen Free-TV live vom Privatsender Sat.1 übertragen. Insgesamt verbuchte der Sender während des Elfmeterschießens Quoten von bis zu 20,38 Millionen Zuschauer. 70,1 % der unter 50-Jährigen verfolgten das Spiel, was seit Sendestart ein Rekord des Fernsehkanals darstellt. In Österreich hat der öffentlich-rechtliche Sender ORF eins das Ereignis übertragen und konnte knapp eine Million Zuschauer verbuchen. In der Schweiz wurde die Partie von SRF zwei übertragen. Die UEFA schätzte die weltweite Zuschauerzahl auf 300 Millionen Personen ein.
Bei Public Viewings im Olympiastadion und auf der Theresienwiese sahen in München 65.000 bzw. 30.000 Fußballfans die Übertragung.

## Reaktionen

### Experten und Spieler
Unmittelbar nach dem Spiel zog Trainer Jupp Heynckes das Fazit, dass man „gegen eine solche Mannschaft“ seine Chancen nutzen müsse. Der gegnerische Trainer Di Matteo antwortete auf die Frage, ob sein Spiel denn schön gewesen sei, mit einem Lachen. Er meinte, dass seine Mannschaft „einfach mehr Glück“ hatte.
Joachim Löw, Trainer der deutschen Nationalmannschaft, sah den FC Bayern als bessere Mannschaft und fand die Niederlage des FC Bayern ungerechtfertigt. „Fußball ist manchmal brutal. Natürlich sind wir jetzt alle erstmal enttäuscht und traurig.“ Stefan Effenberg, ehemaliger Mannschaftskapitän des FC Bayern, sah die Niederlage der Münchner auch als enttäuschend an, suchte aber in der Mannschaft selbst die Schuld, da sie „in den 90 Minuten viel zu viel liegen [ge]lassen“ habe.
Thomas Müller, Torschütze des FC Bayern, erklärte, man habe in der Vergangenheit bereits öfter gesehen, „dass am Ende nicht immer der verdiente Sieger den Pokal in den Händen hält. Aber Fußball ist nicht alles.“ Petr Čech fand es bemerkenswert, dass seine Mannschaft „ausgerechnet in einem Jahr, in dem [sie] schlecht in der Liga waren“, den Titel holt. Zu Robbens Strafstoß bemerkte er: „Je später ein Elfmeter geschossen wird, desto eher entscheidet sich ein Spieler für die Kraft, nicht für die Technik.“
Der ehemalige Fußballspieler Michael Ballack, der in seiner Karriere für beide Fußballvereine gespielt hatte, kam zum Fazit, dass Chelsea sich einen solchen Erfolg verdient habe, „wenn man die letzten Jahre zusammenfasst“.

### Presse
In der englischen Presse stieß der Sieg des FC Chelsea naturgemäß auf Begeisterung. Zeitungen wie die Sunday Times oder die Boulevardzeitung The Sun gingen dabei auch auf die Fußballrivalität zwischen Deutschland und England ein. Der Independent bezog sich auf Roman Abramowitschs Investition, „dessen riesiges Investment sich unter aufregenden Umständen endlich auszahlt“. Auch Didier Drogba wurde gelobt. Die Sun hob ihn mit der Alliteration „Didi did it“ (englisch für „Didi tat es“) hervor, die spanische Zeitung El Mundo wies zudem auf Drogbas Alter hin.
Auf Spott stieß wegen seines verschossenen Elfmeters Arjen Robben unter anderem im Daily Mirror und in der russischen Zeitung Sowetski Sport, die auch darauf hinwies, dass „ausgerechnet der Ex-Chelsea-Spieler […] Roman Abramowitsch […] den Traum vom Sieg in der Champions League“ erfüllt habe. Die Zeitung Marca meinte, dass der FC Bayern die Niederlage selbst verschuldet habe.
In der deutschen Presse wurde das Ergebnis überwiegend als nicht dem Spielverlauf entsprechend angesehen. So schrieb der Focus, dass auch im Champions-League-Finale letztendlich nur „das nackte Ergebnis“ zähle. Jonas Beckenkamp und Michael König, Autoren der Süddeutschen Zeitung, betitelten das Endspiel in ihrer Zusammenfassung als Schlechten Film. Frieder Pfeiffer von derselben Zeitung beurteilte das Spiel als unfassbar:

„Ein Spiel, das mindestens 4:1 [für den FC Bayern] hätte ausgehen müssen, ging ins Elfmeterschießen. Lahm traf, Neuer hielt. Gomez traf, Neuer traf, Olic scheiterte, Schweinsteiger scheiterte – der Rest war unermessliche Unfassbarkeit. Ein Wunder, wie es niemand erleben will. Ein blaues Wunder.“

Die Onlineausgabe von Der Spiegel nahm nicht nur das Spiel ins Visier, sondern die gesamte Fußballsaison 2011/12:

„Ein Trauma wird wahr. Nur Zweiter in der Bundesliga, nur Zweiter im DFB-Pokal – und jetzt auch das noch: Im Elfmeterkrimi des Champions-League-Finales muss der FC Bayern sich dem FC Chelsea geschlagen geben, Schweinsteiger und Olic patzten im entscheidenden Moment. Es ist das bittere Ende einer verkorksten Saison für die Münchner.“

Auch Christian Eichler von der Frankfurter Allgemeine Zeitung empfand, dass der FC Bayern die bessere Mannschaft war. Er meinte jedoch, dass das Team in den entscheidenden Momenten die Nerven verloren habe.

## Aus- und Nachwirkungen

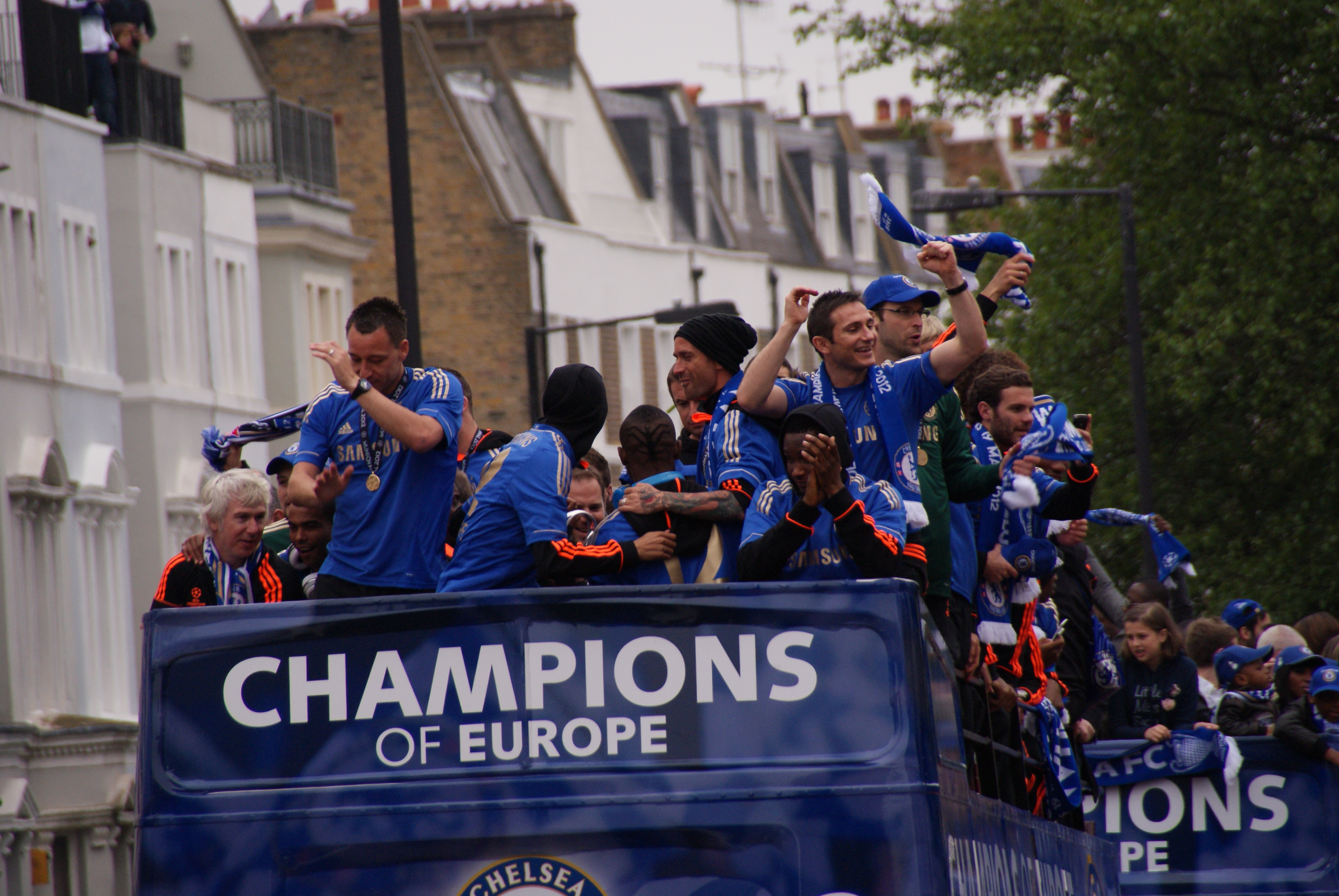
Die Siegesparade des FC Chelsea in London

Nach der offiziellen Siegerehrung in München feierte der FC Chelsea einen Tag später den Titelgewinn auch im Westen Londons mit zehntausenden Fans. Dabei fuhren die Spieler im Oberdeck eines dachlosen Doppeldeckerbusses. Die Route wurde am Westeingang der Stamford Bridge, dem heimischen Stadion des Vereins, gestartet, führte über die King’s Road und endete in Parsons Green. Das Endspiel war Drogbas letzter Pflichtspieleinsatz für den FC Chelsea, der am 22. Mai 2012 offiziell seinen Abgang bekannt gab.
Mit dem Sieg gewann der FC Chelsea als erster Fußballverein aus London den Champions-League-Pokal. Roberto Di Matteo, der mit Chelsea 2012 bereits den FA Cup gewonnen hatte, wurde dadurch der erfolgreichste europäische Fußballinterimstrainer der Geschichte. Durch den Titelgewinn konnte sich der FC Chelsea für die Champions-League-Saison 2012/13 qualifizieren, obwohl er in der Premier League in dieser Saison nur Sechster geworden war. Der viertplatzierte Ligakonkurrent Tottenham Hotspur musste sich daher mit der Qualifikation für die UEFA Europa League 2012/13 begnügen. Nach dem Endspielgewinn erhielt Interimstrainer Di Matteo einen Vertrag über zwei Jahre als Cheftrainer beim FC Chelsea.
Durch den Sieg qualifizierte sich der FC Chelsea auch für den UEFA Super Cup 2012, den der Verein gegen den Sieger der UEFA Europa League 2011/12, Atlético Madrid, mit 1:4 im Stade Louis II in Monaco verlor. Die FIFA-Klub-Weltmeisterschaft 2012, für die der FC Chelsea durch den Champions-League-Gewinn ebenfalls teilnahmeberechtigt war, beendete der Verein auf Platz zwei; er musste sich im Finale am 16. Dezember im Nissan-Stadion in Yokohama dem Corinthians São Paulo mit 0:1 geschlagen geben.
Beim FC Bayern wurde die Finalniederlage neben der Champions-League-Finalniederlage 1999 gegen Manchester United, als der FC Bayern in der Nachspielzeit noch zwei Tore kassierte und seinem Gegner mit 1:2 unterlag, als bitterste Niederlage des Vereins gesehen. Damit blieb der FC Bayern, der in der Saison 2011/12 in den drei wichtigsten Wettbewerben nur Zweiter wurde, im zweiten Jahr in Folge ohne Titel und verfehlte so zum wiederholten Mal die Vereinsziele. Die zahlreichen Nationalspieler des FC Bayern mussten im anschließenden Trainingslager des DFB für die Fußball-Europameisterschaft 2012 wieder aufgebaut werden. Die Niederlage war mit ausschlaggebend für die Beurlaubung von Sportdirektor Christian Nerlinger am 2. Juli 2012, der später in einem Interview äußerte, dass „er in dem Moment [wusste], als wir das Champions-League-Finale gegen Chelsea verloren haben, dass es für mich vorbei ist“.
In der folgenden Saison schied mit dem FC Chelsea erstmals der amtierende Champions-League-Sieger als Drittplatzierter bereits in der Gruppenphase aus der Champions League aus, was schnell wieder zur Entlassung Di Matteos führte, war damit aber noch für die UEFA Europa League qualifiziert. Dort konnte sich die Mannschaft unter Rafa Benítez gegen jeden Gegner durchsetzen und stand gegen Benfica Lissabon im Endspiel, das am 15. Mai 2013 in der Amsterdam Arena ausgetragen wurde. Dieses gewann die Mannschaft mit 2:1 in der Nachspielzeit. Somit ist der FC Chelsea, neben dem FC Bayern, Ajax Amsterdam und Juventus Turin eine von vier Mannschaften, die die Europa League, die Champions League sowie den Europapokal der Pokalsieger gewonnen haben. Das Team war mit dem Sieg vom 15. Mai 2013 auch die erste Mannschaft, die – für zehn Tage – sowohl amtierender Titelträger der Europa League als auch der Champions League war.
Der FC Bayern verstärkte sich für die neue Spielzeit mit einigen Spielern wie Mario Mandžukić und Javi Martínez. Bereits im Januar 2013 stand fest, dass Jupp Heynckes im Sommer 2013 seine Tätigkeit beim FC Bayern beenden und der Spanier Pep Guardiola sein Nachfolger wird. Bayern gewann mit 25 Punkten Vorsprung vor Borussia Dortmund die deutsche Meisterschaft. Die Mannschaft von Jupp Heynckes erreichte erneut das Champions-League-Finale, diesmal gegen den Ligakonkurrenten Borussia Dortmund. Das Spiel wurde mit 2:1 gewonnen; damit gewann der FC Bayern nach 12 Jahren wieder den Champions-League-Titel. Bayern München hatte innerhalb von vier Jahren zum dritten Mal ein Finale der Champions League bestritten. Eine Woche nach dem Champions-League-Sieg wurde auch das Finale des DFB-Pokals mit 3:2 gegen den VfB Stuttgart gewonnen, sodass die Bayern das Triple holten. Durch den Champions-League-Sieg trat die Mannschaft im europäischen Supercup an und traf dort im August 2013 erneut auf den FC Chelsea, den Sieger der Europa League, mittlerweile trainiert vom Portugiesen José Mourinho. Die Paarung ging wieder ins Elfmeterschießen, das dieses Mal mit einem Sieg für die Münchner endete.